# 马泰奥·索拉尼亚
马泰奥·索拉尼亚（義大利語：Matteo Soragna，1975年12月26日—），意大利男子籃球運動員，在場上的位置是小前鋒。他曾代表意大利國家男子籃球隊參賽，幫助意大利在2004年雅典奧運會獲得銀牌。他也參加了2006年世界籃球錦標賽的賽事。